# وادي رخوت (المهرة)

تعديل مصدري - تعديل

وادي رخوت هي إحدى قرى عزلة عتاب بمديرية سيحوت التابعة لمحافظة المهرة، بلغ تعداد سكانها 182 نسمة حسب تعداد اليمن لعام 2004.